# Universitatea Bordeaux I
Université Bordeaux I, în română, Universitatea Bordeaux I (al statului) Aquitania (foarte adesea abreviat Bordeaux I) este o universitate tehnică, publică, coeducațională, de studii și cercetări, care se găsește în localitatea Bordeaux, Aquitania, Franța. Bordeaux I constă din conțin 10 de departamente academice, puternic orientate către cercetarea științifică și tehnologică de natură teoretică, practică și interdisciplinară. Adresa institutului este 351 cours de la Libération, Talence, Aquitania, cod poștal 33405.